# D2 (vidéo)
Pour les articles homonymes, voir D2.
Inventé en 1988 par Sony & BTS, le format numérique D2 n'existe qu'en magnétoscope, pour la postproduction haut de gamme des années 1990.
Ce type d'équipement était surtout utilisé pour l'enregistrement des séries & sitcoms tournés en vidéo, tels que Seconde B diffusée en 1993 sur France 2[réf. nécessaire].

## Caractéristiques
- Type de bande 3/4"
- Échantillonnage Y CrCb : 4.2.2
- Quantification : 8 bits
- Compression : aucune
- Débit enregistrement : 172 Mb/s